# شهرستان قبله
قَبَله (به لاتین: Qəbələ)، شهرستانی در شمال جمهوری آذربایجان به مرکزیت شهر قبله است.
در سال ۱۹۸۴ مجموعه راداری در این شهرستان ساخته شد و تا سال ۲۰۱۲ در اختیار روسیه بود سپس با درخواست اجاره ۳۰۰ میلیون دلاری جمهوری آذربایجان، روسیه این پایگاه را تخلیه کرد. برد رادار بین ۶۰۰۰ تا ۷۰۰۰ کیلومتر بود و می‌توانست شلیک موشک بالستیک از بخش بزرگی از کره زمین را به روس‌ها اطلاع دهد.

## نگارخانه

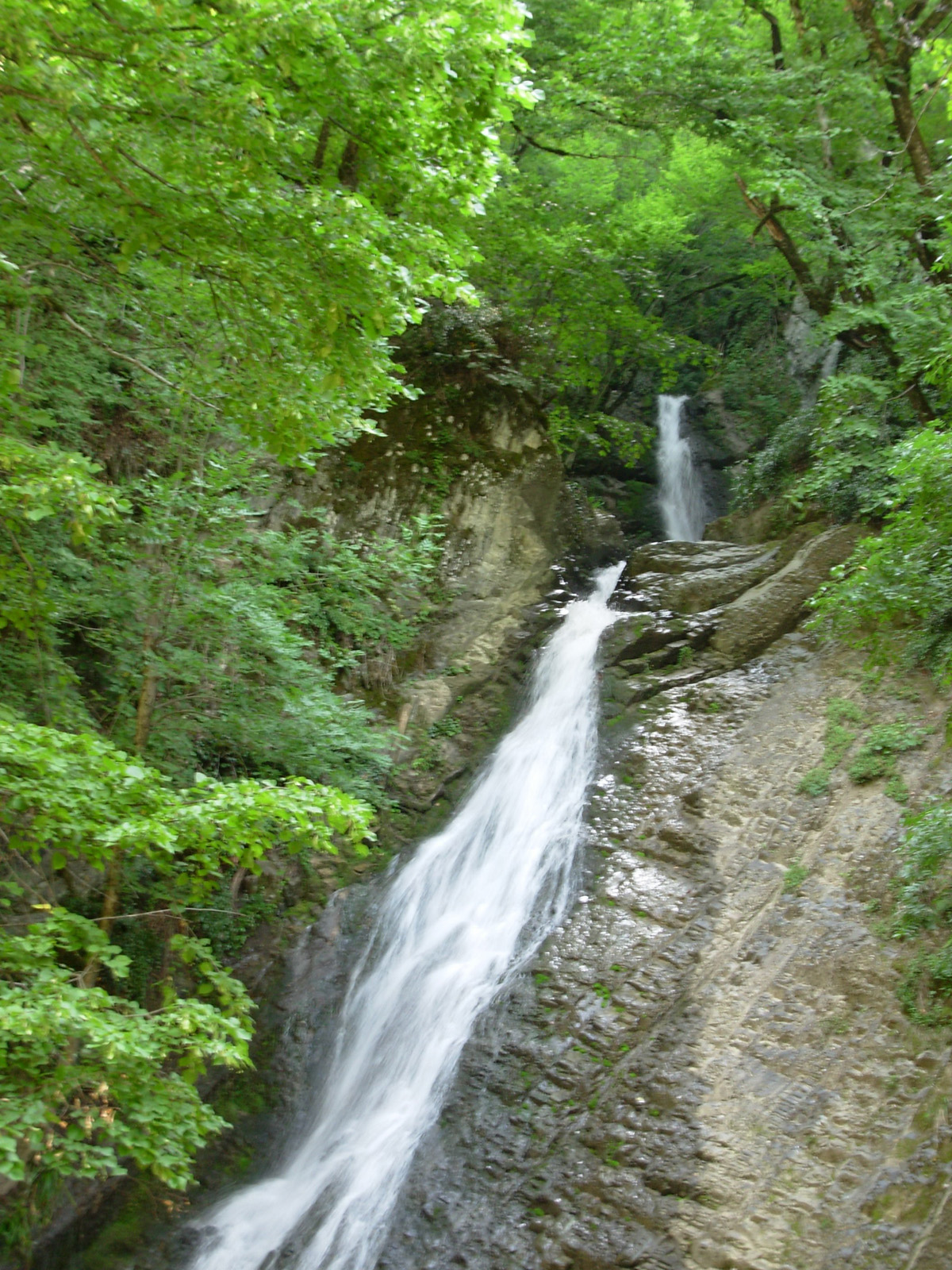
یک آبشار در شهرستان قبله

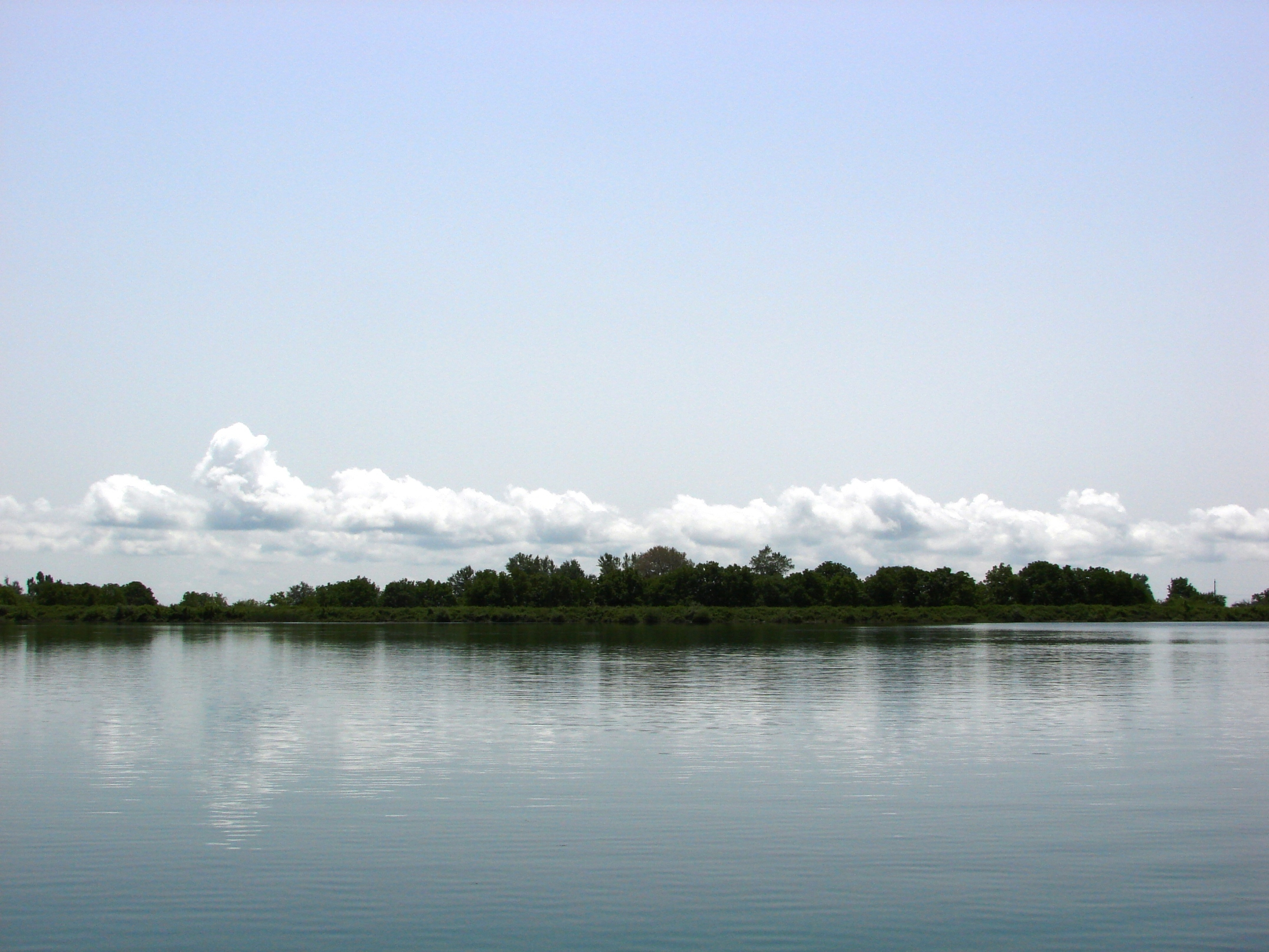
دریاچه نوهور در شهرستان قبله

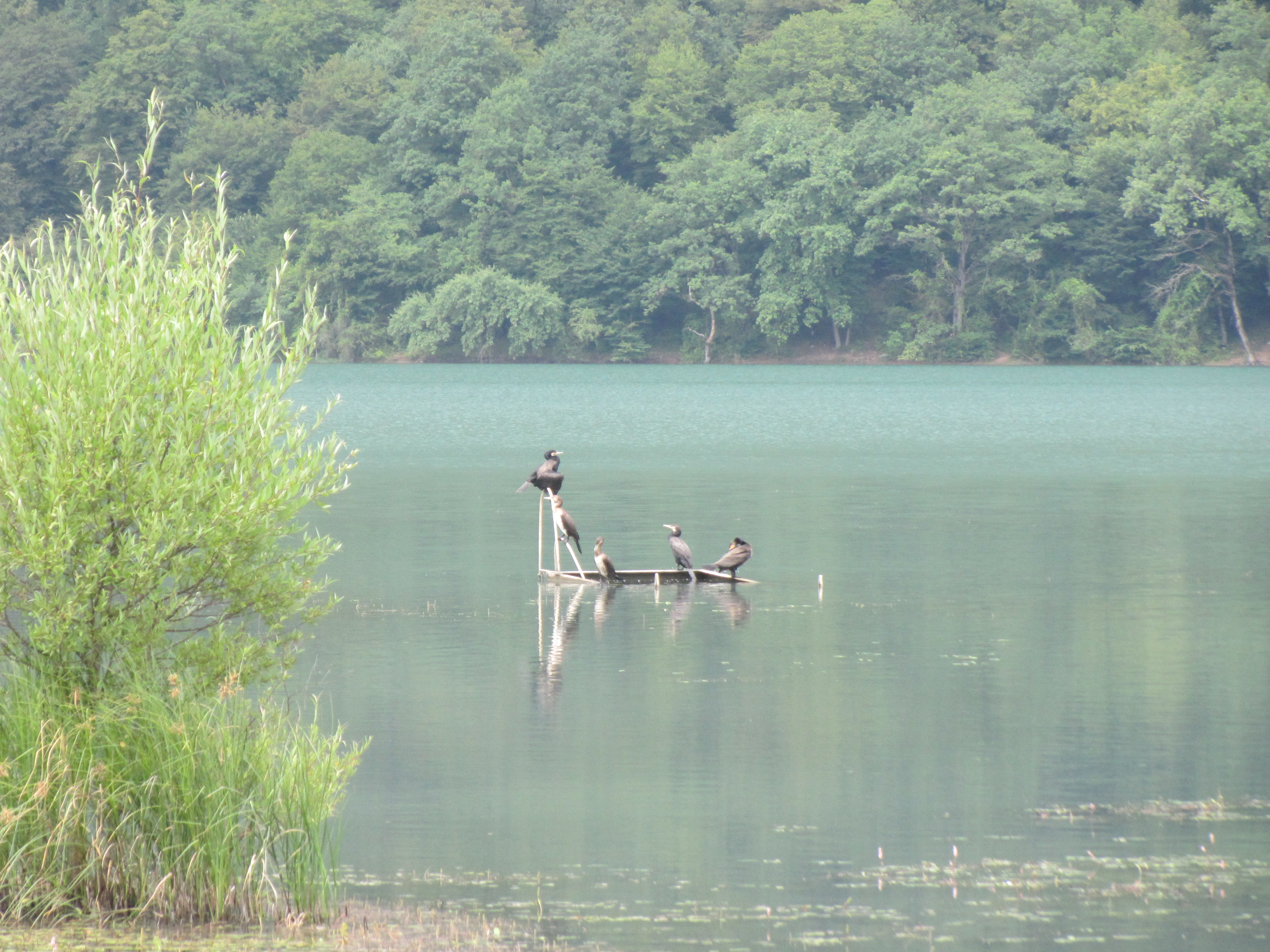
دریاچه نوهور

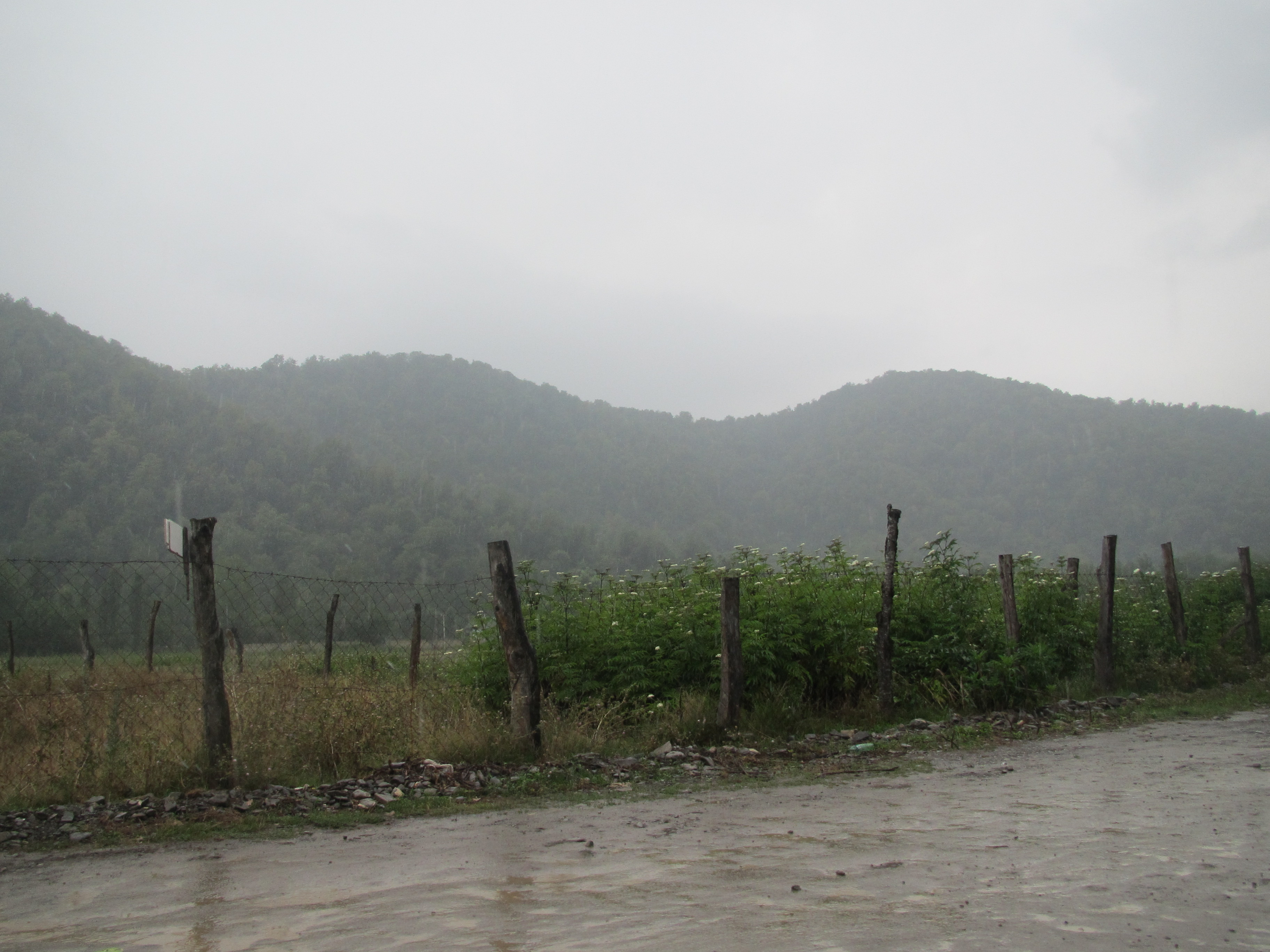
یک روز بارانی در قبله

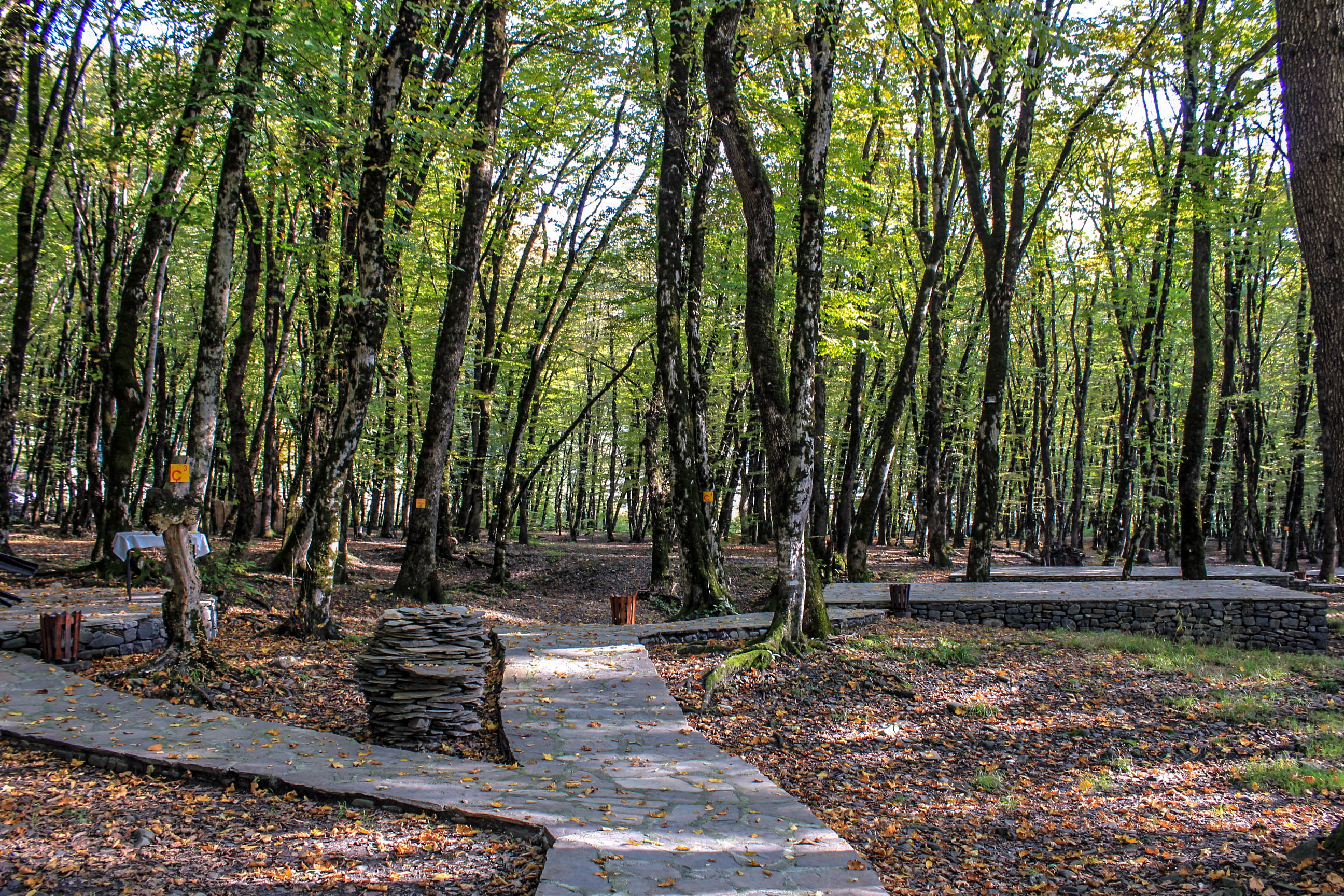
جنگل‌های پیرامون قبله